# Laura Greene
Laura H. Greene é uma física  estadunidense. É professora de física da Universidade do Estado da Flórida e cientista chefe do National High Magnetic Field Laboratory. Foi professora de física da Universidade de Illinois em Urbana-Champaign.

## Prêmios e associações
- Fellow da American Physical Society, eleita em 1993
- Prêmio Maria Goeppert-Mayer da American Physical Society, 1994
- Fellow da Associação Estadunidense para o Avanço da Ciência, eleita em 1996
- Fellow da Academia de Artes e Ciências dos Estados Unidos, eleita em 1997
- Membro da Academia Nacional de Ciências dos Estados Unidos, eleita em 2006